# Monique Strubbe
Monique Strubbe (Chemnitz, 7 luglio 2001) è una pallavolista tedesca, centrale del Bergamo 1991.

## Carriera

### Club
La carriera di Monique Strubbe inizia nella stagione 2015-16 con l'Olympia Dresden, in 2. Bundesliga; nella stagione 2019-20, oltre a disputare un'ultima annata con l'Olympia Dresdner, gioca anche per il Dresdner, in 1. Bundesliga, con cui vince la Coppa di Germania 2019-20, lo scudetto 2020-21 e la Supercoppa tedesca 2021. Nella stagione 2023-24 si accasa al MTV Stoccarda, sempre nella massima divisione tedesca, aggiudicandosi la Supercoppa, la Coppa di Germania e il campionato.
Nell'annata 2024-25 si trasferisce in Italia, grazie all'ingaggio da parte del Bergamo 1991, in Serie A1.

### Nazionale
Nel 2021 ottiene le prime convocazioni nella nazionale tedesca.

## Palmarès

### Club
- Campionato tedesco: 2

2020-21, 2023-24
- Coppa di Germania: 2

2019-20, 2023-24
- Supercoppa tedesca: 2

2021, 2023